# 1998年冬季残疾人奥林匹克运动会澳大利亚代表团
1998年冬季残疾人奥林匹克运动会澳大利亚代表团是澳大利亚派出的1998年冬季残疾人奥林匹克运动会代表团。获得1枚金牌和1枚铜牌。